# Crinipus vassei
Crinipus vassei is een vlinder uit de familie wespvlinders (Sesiidae), onderfamilie Sesiinae.
Crinipus vassei is voor het eerst wetenschappelijk beschreven door Le Cerf in 1917. De soort komt voor in het Afrotropisch gebied.